# مسجد جامع خرمشهر

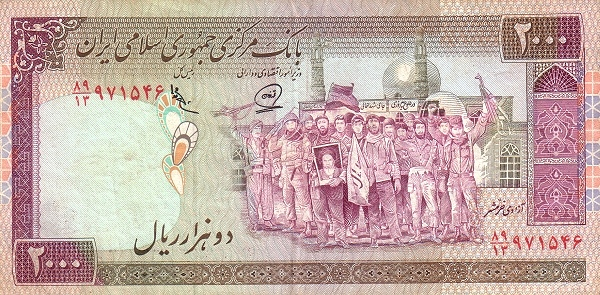
اسکناس ۲۰۰ تومانی، با تصویر رزمندگان ایرانی بعد از بازپس‌گیری خرمشهر، مسجد جامع خرمشهر در ضمیمه تصویر

مسجد جامع خرمشهر مسجدی تاریخی در شهر خرمشهر است که به عنوان یکی از نمادهای مهم و اصلی این شهر محسوب می شود. مسجد جامع از قدیم یکی از مراکز اصلی شهر خرمشهر بوده، به طوری که هنوز نیز این مرکزیت را پس از پایان جنگ ایران و عراق و تخریب کامل شهر خرمشهر و بازسازی دوباره آن حفظ نموده‌است.مسجد جامع خرمشهر در ۲۱ آذر ۱۳۹۰ با شماره ۳۰۰۰۰ در فهرست آثار ملی ایران ثبت شد.
در مقابل این مسجد بازارچه بزرگی وجود دارد که اصناف گوناگون در آن به کسب و کار مشغول هستند. 

## مسجد جامع خرمشهر، نماد مقاومت
پس از آغاز جنگ ایران و عراق در ۳۱ شهریور ۱۳۵۹ خورشیدی شهر خرمشهر به دلیل نزدیک بودن به مرز شلمچه، یکی از اولین نقاطی بود که مورد حمله ارتش بعثی عراق قرار گرفت.
مدافعان شهر که اغلب از تکاوران  سبز پوش نیروری دریایی ارتش به فرماندهی ناخدا یکم هوشنگ صمدی (قهرمان دفاع از خرمشهر) و عناصری از لشکر ۹۲ زرهی اهواز و داوطلبان دانشکده افسری ارتش با همراهی مردم بومی و تعدادی دانشجو بودند، توانستند با حداقل امکانات نظامی و با استفاده از موقعیت آشنایی با منطقه، مدت ۳۵ روز در مقابل ارتش عراق مقاومت کنند و سرانجام در تاریخ ۴ آبان ۱۳۵۹ خورشیدی آخرین مدافعان شهر نیز به خاطر فشار زیاد ارتش بعثی عراق و کمبود سلاح و تجهیزات مجبور به عقب‌نشینی از شهر گردیدند.
خرمشهر پس از ۵۷۸ روز (۱۹ ماه) اشغال توسط ارتش بعثی عراق، در تاریخ ۳ خرداد ۱۳۶۱ خورشیدی با حمله نیروهای سپاه پاسداران انقلاب اسلامی، ارتش جمهوری اسلامی ایران و نیروی مقاومت بسیج، طی چهار مرحله عملیات نظامی با عنوان عملیات بیت المقدس پس از محاصره خرمشهر، بازپس‌گیری شد.
دیوارنگاره‌های ناصر پلنگی در دوران جنگ ایران و عراق که بر دیوارهای این مسجد نقاشی شده و از یادگارهای این جنگ به حساب می‌آیند، پس از پایان جنگ و توسط خود این هنرمند بازسازی شدند.
مسجد جامع خرمشهر یکی از تنها ساختمان‌هایی بود که در این شهر، پس از بازپس گیری به صورت نیمه سالم باقی‌مانده بود و همچنین چون این مسجد در زمان مقاومت قبل از اشغال مرکز فرماندهی و تدارکات و گردهمایی مدافعان شهر بود، لقب نماد مقاومت را به خود گرفت که در حال حاضر نیز بین بازماندگان جنگ و علاقه‌مندان به تاریخ جنگ ایران و عراق به همین عنوان شناخته می‌شود.

## ثبت ملی
سازمان ميراث فرهنگی اين مسجد را به شماره ۳۰۰۰۰ در تاریخ ۲۱ آذر ۱۳۹۰ به عنوان اثر معنوی در فهرست آثار ملی به ثبت رسانده است.